# Elisa Augusta da Conceição Andrade

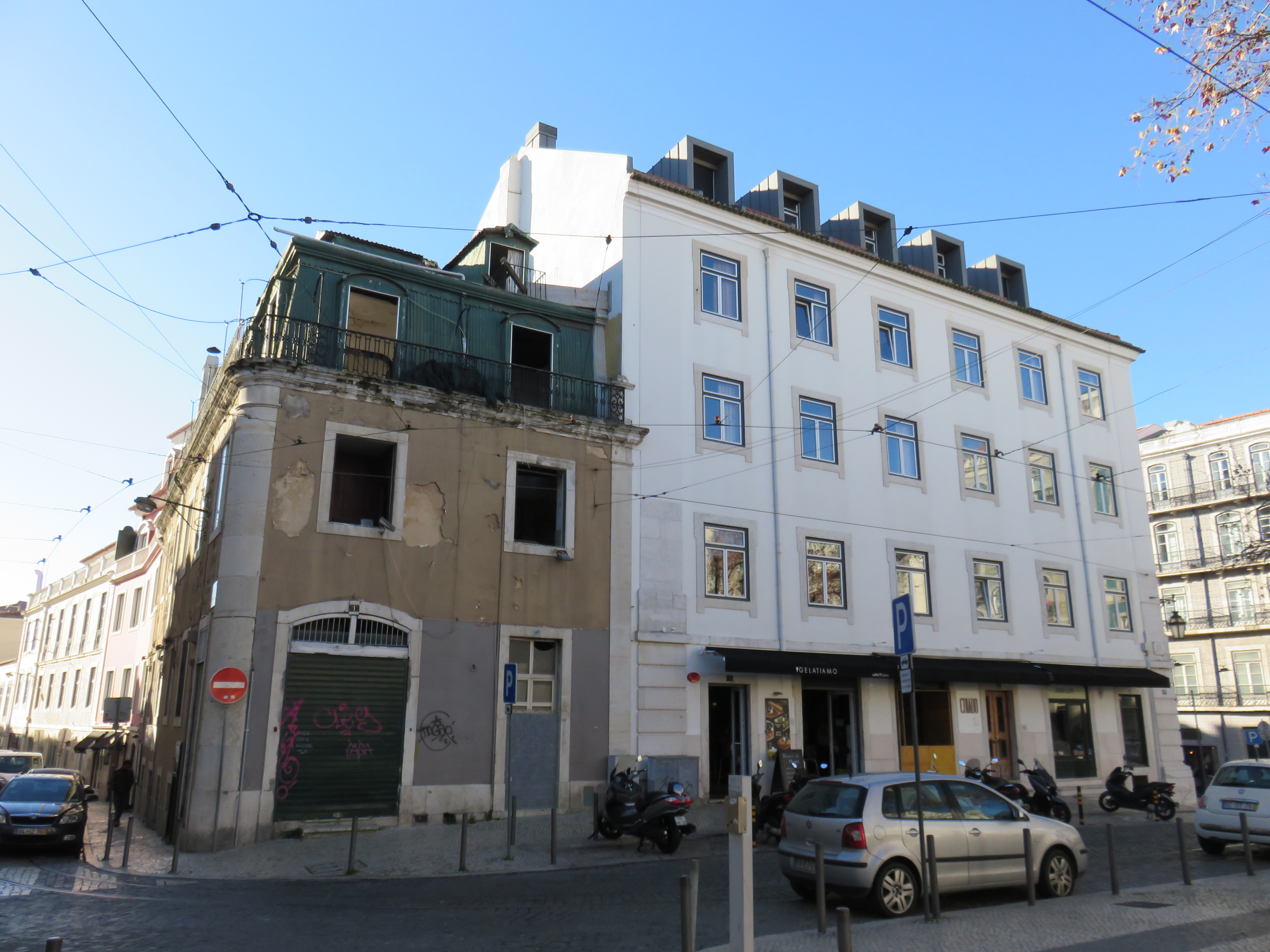
Largo Trindade Coelho, em Lisboa: Ao centro, o edifício onde funcionou o consultório de Elisa Augusta.

Elisa Augusta da Conceição Andrade (1855–?), foi uma médica portuguesa, sendo a primeira mulher a exercer essa profissão em Portugal em 1889.
Ao referir que foi a primeira médica portuguesa alertamos contudo para o facto de que não tenha sido possível, até hoje, stricto sensu, confirmar que Elisa Andrade tenha feito o Acto Grande. Pelo contrário, os Arquivos da Escola Médico Cirúrgica de Lisboa, atualmente no Hospital de Santa Maria, permitem afirmar que tenha sido, indefetivelmente, a primeira lá inscrita, em Outubro de 1880, bem como identificar o ano de seu nascimento, corria o ano de 1855.
Elisa Augusta estudou na Escola Médico-Cirúrgica de Lisboa, abrindo em 1889 o seu consultório médico-cirúrgico, especializado em senhoras e crianças, junto ao n.º 3 – 1.º Direito do então Largo de São Roque, desde 1913 designado Largo Trindade Coelho.
A 1 de Setembro de 1889, o Diário de Notícias saudava assim a primeira médica em Portugal:
A Sr.ª D. Elisa Augusta da Conceição Andrade, que concluiu este ano o seu curso na Escola Médica de Lisboa, abriu consultório para senhoras e crianças. Eis enfim dado o primeiro e grande passo para a emancipação da mulher, em Portugal!
Dentro em pouco, daqui a um ano talvez, duas novas médicas, formadas pela escola do Porto virão juntar-se áquela, e o exemplo destas será seguido e outras lhe sucederão até que entre definitivamente nos nossos costumes a femme savante como até aqui entrara a ménagère. Para trás a touca de rendas e o avental de chita, para trás o tricot e a agulha de marfim, para traz o pot au feu! Honra à Ciência! Glória ao bisturi!
Os periódicos da época continuaram assinalando o sucesso da médica, descrevendo como "extraordinária" a concorrência de senhoras que recorriam aos seus serviços no consultório.